# Talun (Montong)
Talun is een bestuurslaag in het regentschap Tuban van de provincie Oost-Java, Indonesië. Talun telt 3287 inwoners (volkstelling 2010).